# Saint-Vallier-sur-Marne
Saint-Vallier-sur-Marne är en kommun i departementet Haute-Marne i regionen Grand Est (tidigare regionen Champagne-Ardenne) i nordöstra Frankrike. Kommunen ligger i kantonen Langres som tillhör arrondissementet Langres. År 2022 hade Saint-Vallier-sur-Marne 173 invånare.

## Befolkningsutveckling
Antalet invånare i kommunen Saint-Vallier-sur-Marne
| Referens: INSEE |